# Балка Мала Широка
Балка Мала Широка — балка (річка) в Україні у Новоазовському районі Донецької області. Ліва притока річки Широкої (басейнАзовського моря).

## Опис
Довжина балки приблизно 5,40 км, найкоротша відстань між витоком і гирлом — 5,19  км, коефіцієнт звивистості річки — 1,04 . Формується декількома балками та загатами.

## Розташування
Бере початок на південно-західній стороні від села Веселе. Тече переважно на південний захід через села Азов, Ужівку і на західній околиці села Саханка впадає у річку Широку.

## Цікаві факти
- Від гирла балки на південній стороні на відстані приблизно 2,20 км пролягає автошлях М14[3] (автомобільний шлях міжнародного значення на території України, Одеса — Мелітополь — Новоазовськ — пункт пропуску Новоазовськ (кордон із Росією).).
- У XX столітті на балці існуваали птахо-тваринна ферма (ПТФ), водокачка, газгольдер та декілька газових свердловин[2].